# Хрватско културно друштво Напредак
Хрватско културно друштво „Напредак“ је удружење босанскохерцеговачких Хрвата настало са циљем очувања и јачања хрватске националне свести у Босни и Херцеговини. Циљеве остварују подстицањем хрватског језика и културе, подстицањем образовања и сарадњом с верским установама.
Напредак организује и подстиче бројне културне манифестације и стипендира талентоване студенте. Унутар Напретка делују многе културне и спортске организације.
Најпознатији Напреткови стипендисти су Иво Андрић и Владимир Прелог.